# 한국비정규교수노동조합
한국비정규교수노동조합은 대한민국 각 대학에서 강의, 연구 등을 수행하는 비정규교수들이 권익을 위해 만든 노동조합이다. 회칙에 따르면 학교에서 연구교수, 겸임교수 등의 비정규교수 명칭을 부여했는지 여부를 조합원의 대상인지 따질 때 가리지 않아 비정규교수의 직함이 없는 대학 강사나 연구원도 가입이 가능하게 되어 있다.